# Erna Janská
 Erna Janská, rozená Arnoštka Kalivodová (19. října 1899 Vídeň – 13. ledna 1953 Praha) byla česká nakladatelka, vydavatelka a redaktorka, která v letech 1922–1947 vydala pět desítek titulů klasické i avantgardní světové a české literatury, jak filozofické, tak beletrie a poezie. Nejvýznamnější díla vycházela jako bibliofilie v malém počtu číslovaných výtisků v edicích Hyperion, Stožár či Svítání.

## Život
Narodila se jako nejmladší, jedenácté dítě v rodině truhláře Jana Kalivody a jeho manželky Vyhnálkové ve Vídni. Tam navštěvovala českou menšinovou školu spolku Komenský. V Praze bydlela u své sestry, roku 1913 absolvovala měšťanskou školu u sester voršilek a roku 1914 Bergmannovu obchodní školu. V 19 letech se provdala za úředníka Živnostenské banky Karla Janského, s nímž žila od roku 1919. Bydleli na Novém Městě pražském, na Palackého nábřeží čp. 1788/4, kde byla také redakce jejich nakladatelství. Karel Janský se vedle své profese věnoval literárně historické badatelské práci, zejména o díle Karla Hynka Máchy, které vydali kompletně. V prosince 1948 Erna Janská oznámila zastavení vydavatelské činnosti a vrátila koncesi.
Zemřela roku 1953 a byla pohřbena na Olšanských hřbitovech.

## Ediční činnost
Činnost nakladatelství byla nevýdělečná, Karel Janský ji financoval ze svého úřednického platu. To umožnilo realizovat umělecké snahy bez komerčních kompromisů. Stálým redaktorem byl dr. František Krčma. Na typografii a ilustracích knih se podíleli přední čeští malíři a grafici meziválečné generace.

## Výběr z díla

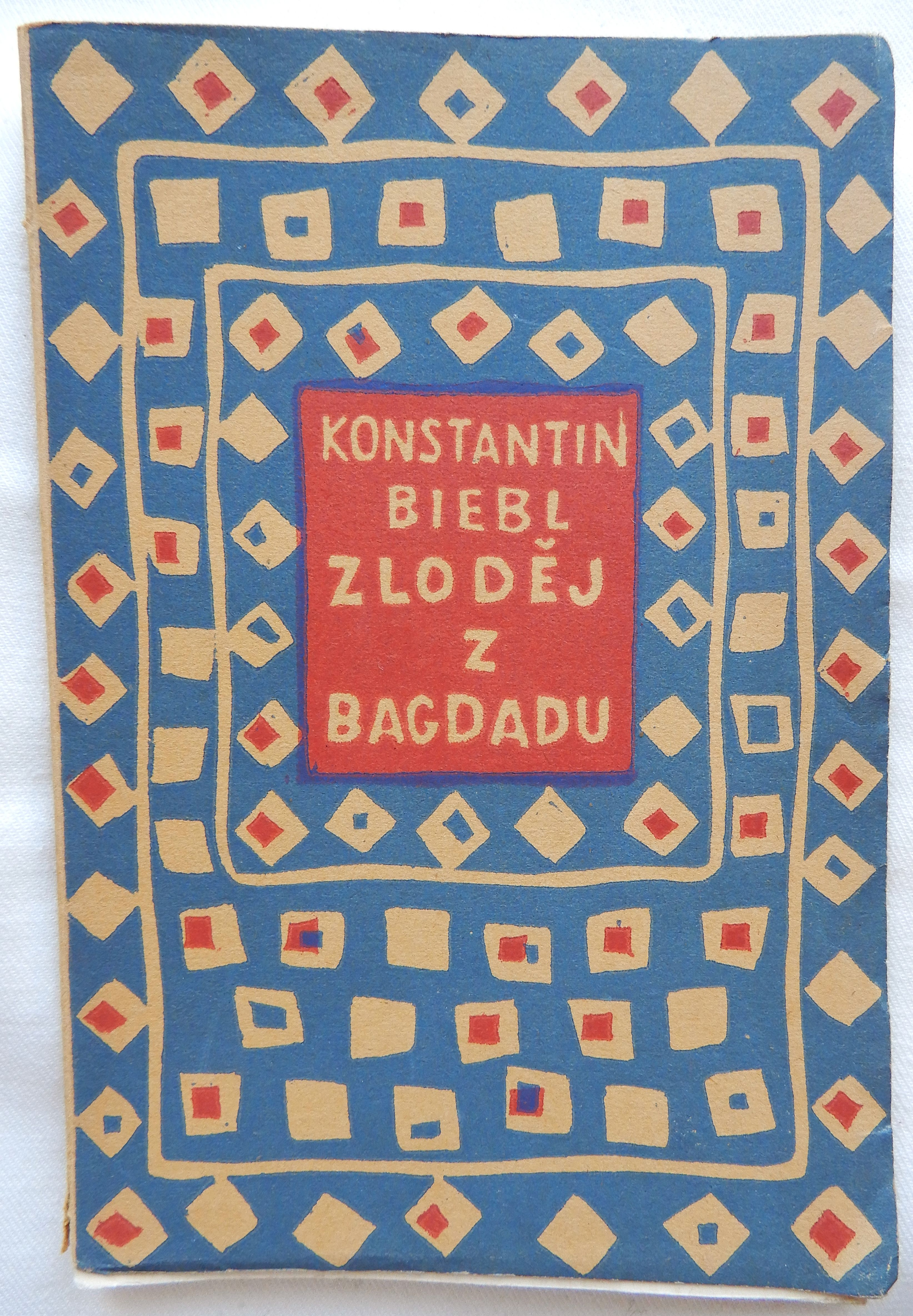
Josef Čapek, Obálka knihy Konstantina Biebla: Zloděj z Bagdádu. První titul edice Hyperion, 1925

- Honoré de Balzac: Elixír života, ilustrace Cyril Bouda, 1922
- Karel Jaromír Erben: Kytice z pověstí národních. ilustrace Cyril Bouda, 1923
- Božena Němcová:Tři pohádky, ilustrace Cyril Bouda, 1923
- Lucius Apuleius: Amor a Psyché. 1924
- Karel Jaromír Erben: Kytice z pověstí národních. ilustrace Cyril Bouda. 1923
- Konstantin Biebl: Zloděj z Bagdádu, básně; barevná obálka Josef Čapek. 1925
- Karel Hynek Mácha: Cikáni, román; ilustrace Cyril Bouda. 1925
- Antoine François Prévost d’Exiles: Příběh Manony Lescautové; ilustrace Cyril Bouda. 1925
- Platón: Obrana Sokratova. překlad a doslov Jaroslav Ludvikovský, ilustrace Cyril Bouda. 1929
- Jakub Arbes: Svatý Xaverius. Obálka Jan Konůpek. 1930
- S.K.Neumann: Žal : básně z let 1928–1930; obálka a ilustrace Toyen. 1930
- S.K.Neumann: Srdcová dáma : básně z let 1930–1932; obálka a ilustrace Toyen. 1933
- Karel Hynek Mácha, Máj, ilustrace Antonín Strnadel. 1941
- Karel Hynek Mácha: Znělky, ilustrace Jan Konůpek. 1942
- Miloš Marten: Pohádky a podobenství, ilustrace Jan Konůpek. 1944
- František Halas: Nikde. Doslov František Černý. Ilustrace Josef Liesler. 1946
- Percy Bysshe Shelley: Citlivka. dřevoryty František Kobliha. 1947

## Literární pozůstalost
Literární pozůstalost manželů Jánských je uložena v Památníku národního písemnictví v Praze.